# Евтухов, Сергей Петрович
Сергей Петрович Евтухов (род. 2 февраля 1953, Могилёв) — художник, скульптор и писатель из Вильнюса , автор более 30 персональных выставок, проводившихся в Вильнюсе, Риге, Хельсинки; член Союза российских писателей, дважды лауреат международной литературной премии им. Юрия Долгорукого.

## Биография
Сергей Евтухов родился в 1953 в  Могилеве в семье школьных учителей. В 1981 окончил Рижский институт инженеров гражданской авиации, факультет авиационного оборудования. Работал лаборантом, инженером, художником в журнале, писателем. Много лет преподавал изобразительное искусство в школах Вильнюса. Рисовать начал в возрасте 40 лет.

## Творческий путь
Практикует  копирование работ таких мастеров, как Винсент Ван Гог, Амедео Модильяни и других. В Риге осенью 2005 года осуществил проект — «Пабло Пикассо ремонтирует свою картину Авиньонские девицы», где были инсталляции, живопись, коллаж, литература. В 2006 в Друскининкай провел уличную выставку монументальной скульптуры в честь французского скульптора Жака Липшица, выставку скульптур в стиле "ню" по картинам Э.Дега, А.Модильяни, Тулуз Лотрека, П. Гогена, выполненных из шамотной глины.
В живописи, как пишут искусствоведы, Евтухов претендует на собственное направление — «абсурдматизм» (так свой творческий метод характеризует сам художник), в то же время у художника присутствуют и реалистические работы: пейзажи, цветы и т.д.

## Продолжение серии Матисса
Один из культурных проектов художника был вдохновлен знаменитыми полотнами Матисса «Танец» и «Музыка», которые находятся в Эрмитаже. Сам Анри Матисс собирался написать еще одну картину в этой же серии, но заказчик - коллекционер Щукин, ограничился покупкой только двух картин. В конце 2011 года появилась «Живопись», а вскоре и «Купание». Оба полотна таких же размеров, как у Матисса: 2.60 на 3.90 метра, и выполнены в той же палитре: фигуры красных тонов, земля — зеленого, а небо — синего цвета.